# Christian Fuchs (sociologue)
Ne pas confondre avec le joueur de football Christian Fuchs
Christian Fuchs est un sociologue, professeur à l'université de Westminster à Londres. Il a théorisé la notion de digital labor (travail numérique).

## Publications
- (en) Christian Fuchs et Sebastian Sevignani, « What  is  Digital  Labour?  What  is  Digital  Work?  What’s  their Difference?  And  why  do  these  Questions  Matter  for  Understanding Social Media? », TripleC, vol. 11, no 2,‎ 2013, p. 237-293 (lire en ligne)
- Fuchs, Christian. 2014. Digital Labour and Karl Marx. New York: Routledge.  (ISBN 978-0-415-71615-4).